# Gancang
Gancang is een bestuurslaag in het regentschap Banyumas van de provincie Midden-Java, Indonesië. Gancang telt 2483 inwoners (volkstelling 2010).